# Geografia Belgiei

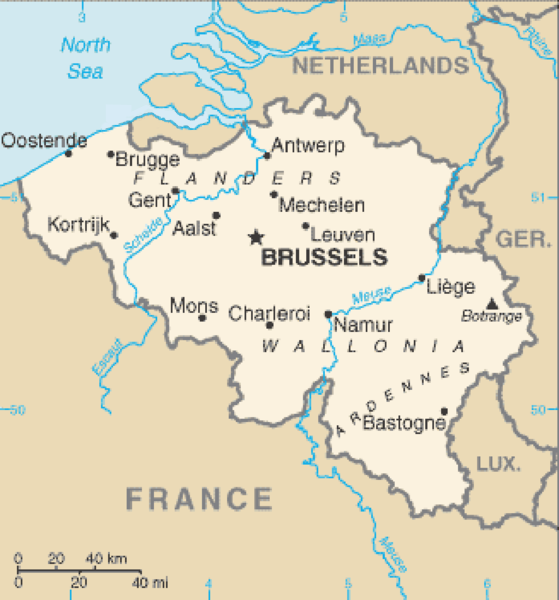
Belgia

Teritoriul Belgiei are o întindere de 30.528 km² și se împarte din punct de vedere geografic în trei regiuni: câmpia costieră în nord-vest, platoul central și ținuturile muntoase ale Ardenilor din sud-est. Urmând exemplu Țărilor de Jos, în câmpia costieră au fost amenajate poldere ce au permis recuperarea unor teritorii din Marea Nordului, însă procentajul acestora este foarte mic. Platoul central este o vale fertilă iar ținutul muntos este o vale stâncoasă acoperită de păduri care se întind până în nordul Franței. Aici se găsește Signal de Botrange, cel mai înalt punct al țării, ridicându-se la 694 metri față de nivelul mării. Principale fluvii sunt Escaut și Meuse.
Climatul este temperat cu influențe maritime puternice, cu precipitații importante pe tot parcursul anului. Temperaturile medii lunare variează între 3°C în ianuarie și 18°C în iulie iar precipitațiile medii variează între 51 mm în februarie și 78 mm în iulie.